# 出口彩香
出口 彩香 (でぐち あやか、1992年7月15日 - ) は、神奈川県茅ヶ崎市出身の元女子プロ野球選手、日本代表 (内野手)、指導者、監督。2025年から埼玉西武ライオンズ・レディースの監督を務める。

## 経歴
プロ入りまで
地元の学童スポーツ少年団・中学時代のボーイズチームでのプレーを経て、駒沢学園女子高校では女子硬式野球部に所属。高校卒業後は、多数の女子プロ野球選手を輩出している尚美学園大学女子硬式野球部に所属した。2012年と2014年には女子野球の世界大会である第5回IBAF女子ワールドカップ・第6回IBAF女子ワールドカップの日本代表メンバーに選出されている。
プロ入り後
2015年に女子プロ野球京都フローラ入団。同シーズン中に埼玉アストライアに移籍。2016年シーズン終了後退団。
プロ退団後
2017年から2019年までクラブチームのハナマウイに所属。
2020年から同年4月に発足する埼玉西武ライオンズ・レディースに移籍 (背番号は6)。2024年限りでの現役引退を発表した。
2025年から埼玉西武ライオンズ・レディースの監督に就任する (背番号は60)。

## 詳細情報

### 年度別打撃成績
| 年 度     | 球 団                  | 試 合 | 打 席 | 打 数 | 得 点 | 安 打 | 二 塁 打 | 三 塁 打 | 本 塁 打 | 塁 打 | 打 点 | 盗 塁 | 盗 塁 死 | 犠 打 | 犠 飛 | 四 球 | 敬 遠 | 死 球 | 三 振 | 併 殺 打 | 打 率 | 出 塁 率 | 長 打 率 | O P S |
| --------- | ---------------------- | ----- | ----- | ----- | ----- | ----- | -------- | -------- | -------- | ----- | ----- | ----- | -------- | ----- | ----- | ----- | ----- | ----- | ----- | -------- | ----- | -------- | -------- | ----- |
| 2015      | フローラ /アストライア | 41    | 127   | 107   | 12    | 21    | 5        | 1        | 0        | 28    | 7     | 2     | 1        | 11    | 0     | 6     | -     | 3     | 8     | 3        | .196  | .262     | .259     | .521  |
| 2016      | アストライア           | 40    | 130   | 111   | 7     | 37    | 4        | 0        | 0        | 41    | 10    | 0     | 1        | 8     | 4     | 6     | -     | 1     | 14    | 2        | .333  | .361     | .369     | .730  |
| JWBL：2年 | JWBL：2年              | 81    | 257   | 218   | 19    | 58    | 9        | 1        | 0        | 69    | 17    | 2     | 2        | 19    | 4     | 12    | -     | 4     | 22    | 5        | .266  | .311     | .317     | .627  |

- 「-」は記録なし
- 太字はリーグ1位

### 記録
- 初出場：2015年3月28日、対兵庫ディオーネ戦、9番・遊撃手で出場
- 初打席：同上、2回裏に里綾実から捕邪飛
- 初安打：2020年4月11日、対埼玉アストライア戦、7回表に大田秀奈美から左前安打
- 1イニング2三振：2016年8月7日、6回裏に植村美奈子、小西美加から空振り三振

### 表彰
- 茅ヶ崎市民栄誉賞 （2012年）[6]

### 背番号
- 6 (2015年)
- 2 (2015年 - 2016年)

### 代表歴
- 第5回IBAF女子ワールドカップ日本代表 (2012年)
- 第6回IBAF女子ワールドカップ日本代表 (2014年)
- 2018 WBSC女子野球ワールドカップ 日本代表 (2018年)
- 2021 WBSC女子野球ワールドカップ 日本代表 (2021年)
- 第3回 女子野球アジアカップ 日本代表 (2023年)
- 2024 WBSC女子野球ワールドカップ 日本代表 (2023年 - 2024年)